# Бардовик
Бардовик (њем. Bardowick) општина је у њемачкој савезној држави Доња Саксонија. Једно је од 43 општинска средишта округа Линебург. Према процјени из 2010. у општини је живјело 6.219 становника.

### Историја
По први пут помиње се 795. Карло Велики је основао град. Отон I дао му је 972. статус града. Постао је познат по трговини сољу. Био је најпросперитетнији северни немачки град све до разарања 1189. Хенрик Лав је 1189. темељито разорио град, остављајући само цркве читавим.

### Географски и демографски подаци
Бардовик се налази у савезној држави Доња Саксонија у округу Линебург. Општина се налази на надморској висини од 8 метара. Површина општине износи 23,2 km². У самом мјесту је, према процјени из 2010. године, живјело 6.219 становника. Просјечна густина становништва износи 267 становника/km². Посједује регионалну шифру (AGS) 3355004.

### Међународна сарадња
| Мјесто    | Држава    | Врста сарадње | Од    |
| --------- | --------- | ------------- | ----- |
| Скоки     | Пољска    | партнерство   | 1996. |
| Венхујзен | Холандија | партнерство   | 1971. |
| Извор     |           |               |       |